# Carroll Ashmore Campbell Jr.
Carroll Ashmore Campbell Jr., indicato anche come Carroll A. Campbell oppure Carroll Campbell (Greenville, 24 luglio 1940 – West Columbia, 7 dicembre 2005), è stato un politico statunitense, governatore della Carolina del Sud dal 1987 al 1995 e in precedenza membro della Camera dei Rappresentanti per lo stesso stato dal 1979 al 1987.

## Biografia
Maggiore di sei figli, Campbell ebbe un'adolescenza piuttosto turbolenta e dopo gli studi si dedicò alla politica con il Partito Repubblicano.
Dopo aver servito per diversi anni all'interno della legislatura statale della Carolina del Sud, nel 1978 venne eletto deputato alla Camera dei Rappresentanti. Dopo quattro mandati, Campbell si candidò alla carica di governatore e riuscì a farsi eleggere, venendo poi riconfermato per un secondo mandato nel 1990.
Nel 1995 dovette lasciare il posto per via dei limiti di mandati imposti dalle leggi dello Stato e successivamente tornò a Washington come lobbista. Nel 2002 si vociferava che Campbell avesse intenzione di candidarsi nuovamente alla carica di governatore, ma i suoi piani vennero frenati da una diagnosi di Alzheimer, malattia che lo portò alla morte nel dicembre del 2005.